# 天津希
天津 希（あまつ のぞみ、1984年11月20日 - ）は、中華人民共和国・天津出身の日本のバスケットボール選手である。中国名は趙 希（ジャオ・シ、Zhao xi）ポジションはセンター。

## 人物
岐阜女子高校に留学し、拓殖大学に進学。
卒業後、トヨタ自動車に入社。2010年に日本国籍を取得し選手登録。
2012年3月、負傷ため離脱した諏訪裕美に代わり、日本代表候補に追加招集される。
2016年退団。

## 経歴
- 岐阜女子高校 - 拓殖大学 - トヨタ自動車（2010年〜2016年）